# Leutratal und Cospoth
Das Leutratal und Cospoth ist ein Naturschutzgebiet (NSG) in der kreisfreien Stadt Jena und im Saale-Holzland-Kreis in Thüringen. Das südlich der Kernstadt von Jena gelegene NSG hat eine Fläche von 582,9 ha. Das Tal der Leutra und das Gebiet um den 397 Meter hohen Cospoth herum sind Teile des Naturschutzgebiets.

## Lage
Das Naturschutzgebiet liegt im Gebiet der Ilm-Saale- und Ohrdrufer Platte und liegt zwischen den Jenaer Ortsteilen Ammerbach, Göschwitz, Leutra und Winzerla sowie den zur Gemeinde Bucha zählenden Orten Nennsdorf, Oßmaritz und Schorba.
Durch das Gebiet des Naturschutzgebietes führte die in den 1930er Jahren gebaute Bundesautobahn 4. Die Strecke wurde im November 2014 zu Gunsten einer 11,8 Kilometer langen neuen Trasse zwischen den Anschlussstellen Jena-Göschwitz und Magdala stillgelegt. Neben der Anpassung an das aktuelle Verkehrsaufkommen durch einen sechsspurigen Ausbau war auch die Herausnahme der Autobahn aus dem Naturschutzgebiet Ziel der Neutrassierung. Dazu wird der Verkehr durch den neu gebauten Jagdbergtunnel unterhalb des Naturschutzgebietes geleitet. 
Unmittelbar nach der Fertigstellung der neuen Trasse begannen die Rückbauarbeiten an der ehemaligen Strecke durch das Leutratal. Bis 2016 wurde die Decke entfernt. Auf der aus Schutt, Flusskieseln und Betonresten bestehenden verbliebenen Trasse begann im selben Jahr die Renaturierung. Zu den Pionierpflanzen gehörten Süßgräser, Fuchsschwanzgewächse und Kamillen. Die Quelle der Leutra wurde im Zuge des Autobahn-Rückbaus wieder freigelegt.

## Geschichte und Naturschutz
Ein 141,5 ha großes Gebiet des heutigen NSG wurde bereits 1937 einstweilig und 1961 endgültig als NSG „Leutratal“ ausgewiesen. Im Rahmen des Naturschutzgroßprojektes „Orchideenregion Jena – Muschelkalkhänge im Mittleren Saaletal“ wurden 2007 weitere 441,4 ha unter Schutz gestellt und mit dem heutigen Namen „Leutratal und Cospoth“ versehen.
Schutzzweck des NSG ist die „Erhaltung der großflächigen orchideenreichen Trocken- und Halbtrockenrasen und Orchideen-Buchwälder als Lebensraum seltener Pflanzen und Tiere [sowie die] Sicherung eines bedeutenden Lehr-, Forschungs- und Exkursionsobjekts“.

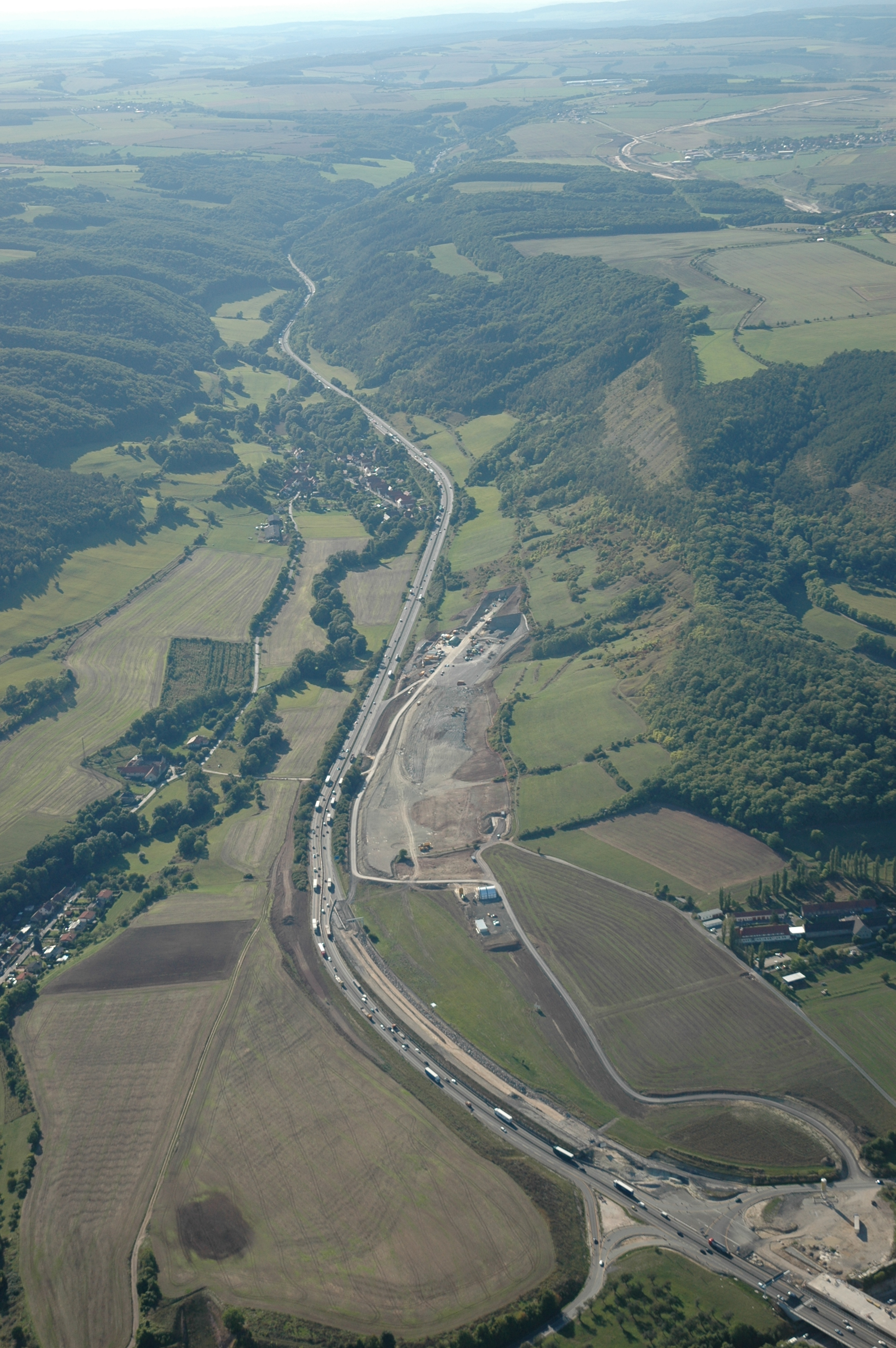
Streckenverlauf der A 4 durch das Leutratal. In der Mitte das Ostportal des Jagdbergtunnels, September 2008.
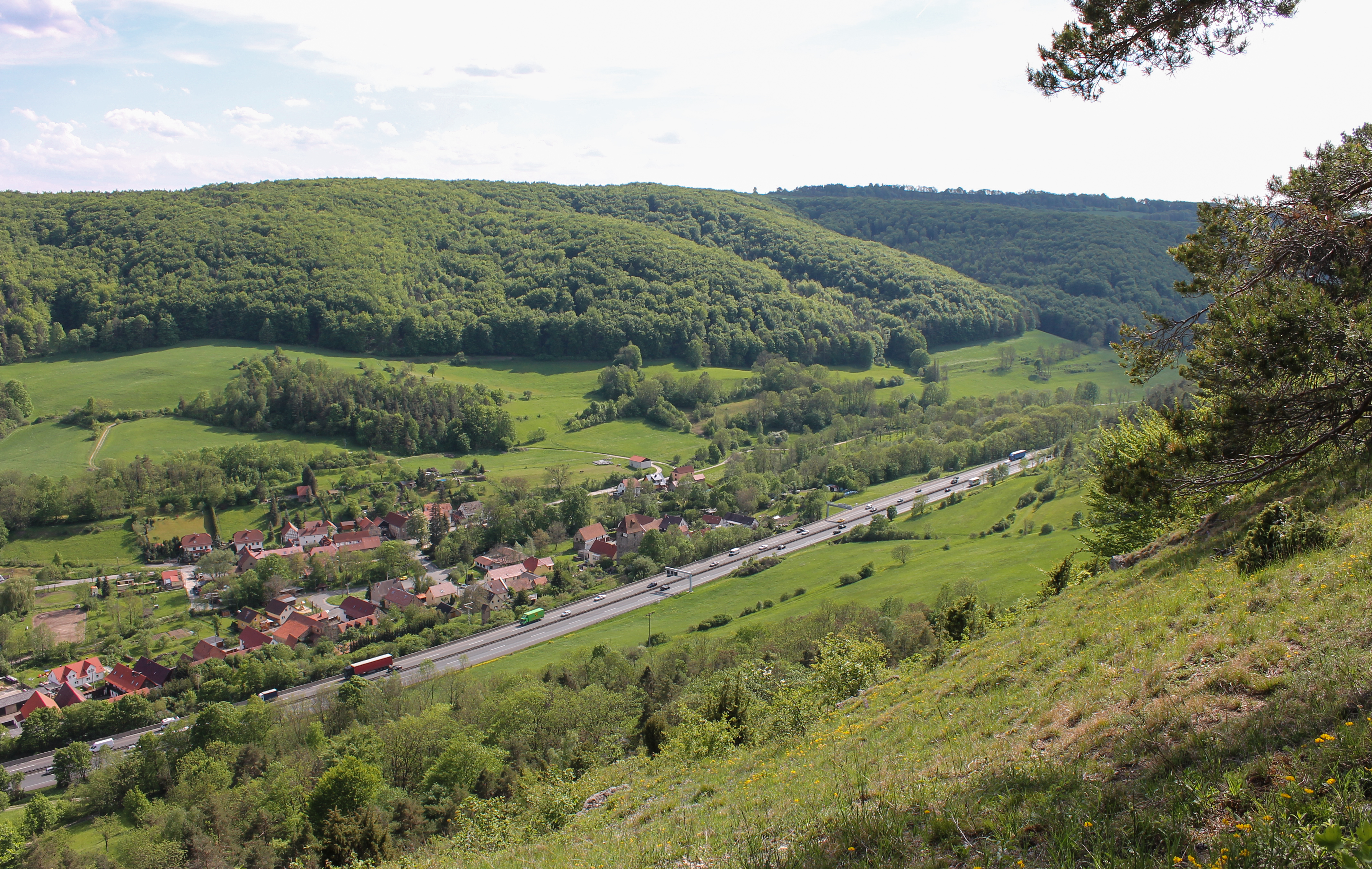
Im Jahr 2012 zog sich die A4 noch durch das Tal der Leutra
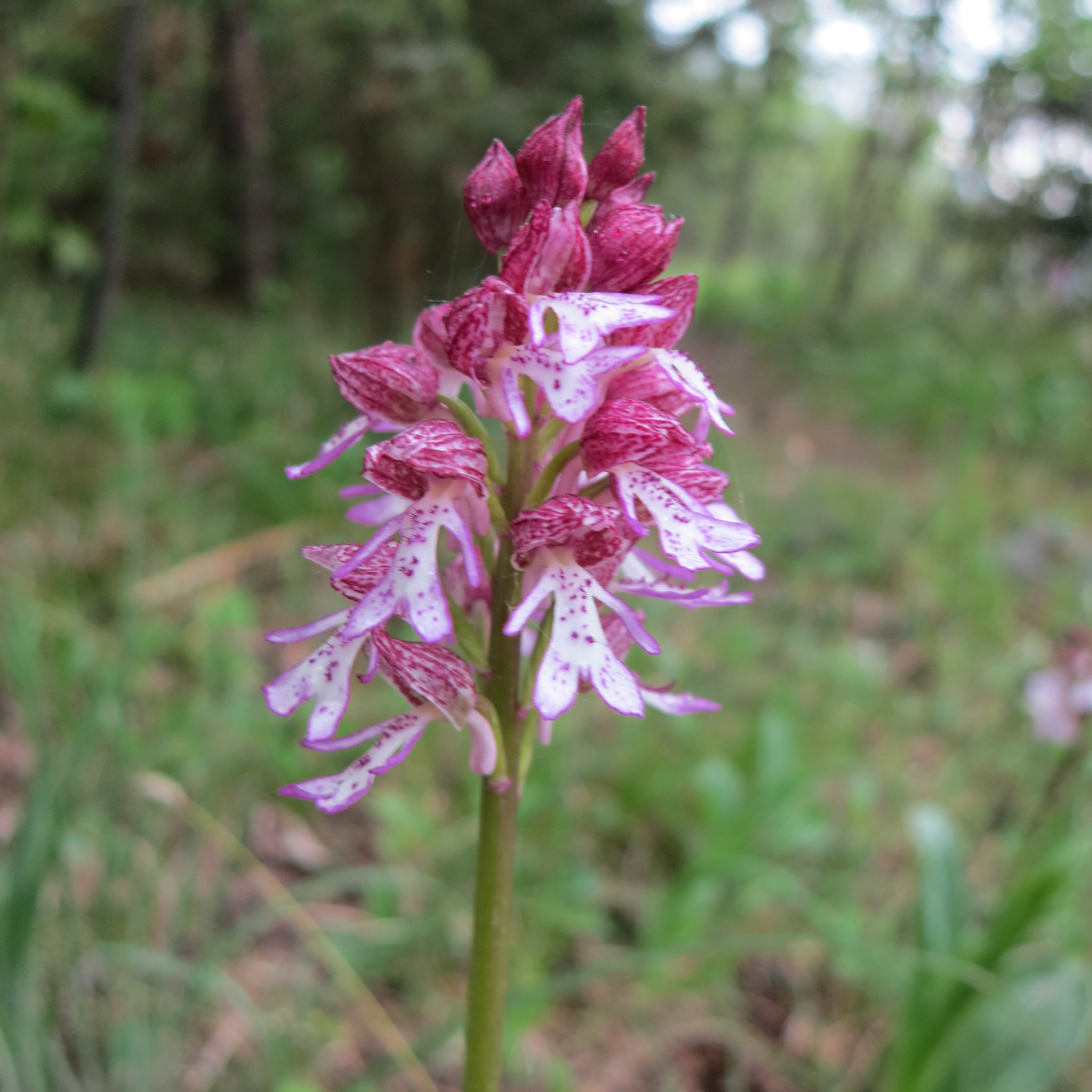
Heimische Orchideen wie Knabenkräuter wachsen im Leutratal